# Urapakkam
Urapakkam è una suddivisione dell'India, classificata come census town, di 13.265 abitanti, situata nel distretto di Kanchipuram, nello stato federato del Tamil Nadu. In base al numero di abitanti la città rientra nella classe IV (da 10.000 a 19.999 persone).

## Geografia fisica
La città è situata a 12° 52' 10 N e 80° 04' 53 E.

## Società

### Evoluzione demografica
Al censimento del 2001 la popolazione di Urapakkam assommava a 13.265 persone, delle quali 6.746 maschi e 6.519 femmine. I bambini di età inferiore o uguale ai sei anni assommavano a 1.542, dei quali 781 maschi e 761 femmine. Infine, coloro che erano in grado di saper almeno leggere e scrivere erano 10.185, dei quali 5.558 maschi e 4.627 femmine.